# Herb gminy Sarnaki
Herb gminy Sarnaki – symbol gminy Sarnaki, ustanowiony w 1996.

## Wygląd i symbolika
Herb przedstawia na tarczy w polu niebieskim wizerunek srebrnej ryby. Nie zachowała się historyczna pieczęć miasta Sarnaki, obecny wizerunek herbu został zaprojektowany w 1847.